# Alianza Universidad
Die Club Social Deportivo y Cultural Alianza Universidad de Huánuco, kurz als Alianza Universidad oder Alianza Huánuco bekannt, ist ein peruanischer Fußballverein aus der Stadt Huánuco. Er wird auch Aliancistas oder Azulgranas genannt.

## Geschichte
Der Verein wurde am 1. Januar 1939 als Club Social Deportivo Alianza Huánuco gegründet, als Fusion der Teams Sport Grau und Jorge Chávez. Die ursprünglichen Trikots repräsentierten beide Gründungsteams mit roten und dunkelblauen Farben. 1990 stieg der Verein erstmals in die peruanische Primera División auf, wurde aber nach der Saison 1991 aufgrund schwacher Leistungen wieder in die Copa Perú zurückgestuft. Zwischen 2012 und 2016 spielte Alianza Universidad in der Segunda División, kehrte aber nach mäßigem Erfolg zur Copa Perú zurück. 2018 erreichte der Verein das Finale der Copa Perú und wurde Vizemeister. Durch ein Aufstiegsturnier schaffte der Verein die Rückkehr in die Primera División. Nach wechselhaften Leistungen stieg der Klub 2021 in die Liga 2 ab. Dort zeigte das Team schwankende Leistungen, bevor es 2024 erneut aufstieg. Alianza Universidad gewann erstmals die Liga 2 und besiegte Juan Pablo II College im Finale, kehrte dadurch in die Primera División zurück.

## Erfolge
- Zweitligameister: 2024

## Stadion
Alianza Universidad trägt seine Heimspiele im Estadio Heraclio Tapia, das eine Kapazität von 25.000 Plätzen hat, aus. Es wird auch vom Lokalrivalen León de Huánuco genutzt.